# De Vier Werelden
De Vier Werelden is een woongebouw aan de Oude Maas in de wijk De Elementen in de Nederlandse plaats Spijkenisse. Het gebouw is ontworpen door Robert Winkel, Mei architecten en stedenbouwers. Het gebouw telt 22 verdiepingen en in totaal 253 woningen. Het gebouw is visueel opgedeeld in vier delen die verwijzen naar de buurten-structuur die kenmerkend is voor Spijkenisse: de vele wijken gevuld met rijtjeswoningen. De twee torens zijn onderling verbonden via lagere gedeelten. De lagere toren is 50 meter, de hogere 70. In december 2008 bereikte het gebouw zijn hoogste punt, om daarmee toen het hoogste gebouw in Spijkenisse te worden. Sinds 2010 is de ernaast gebouwde Rokade met 113 m veel hoger.

## Vier werelden
De Vier Werelden is verdeeld in vier delen, of werelden. Deze werelden verschillen qua uiterlijk, zowel qua gevel als binnenkant. Iedere wereld heeft een andere naam.
- Coast. Deze wereld is bekleed met een witte gevel en bevat 65  appartementen.
- City. Deze wereld is bekleed met een lichtgrijze gevel en bevat 86 appartementen. Hiermee is deze wereld het grootst.
- Village. Deze wereld is bekleed met een donkergrijze gevel en bevat 66 appartementen.
- Metropole. Deze wereld is bekleed met glas en bevat 36 appartementen. Hiermee is deze wereld het kleinst.

## Kunstwerk
Kunstenares Milou van Ham verzamelde honderden woorden die de identiteit van Spijkenisse vertegenwoordigen. Die woorden zijn in de gevel- en balkonelementen gegoten. Er zijn twee woordlagen. De eerste woordlaag is verticaal leesbaar op een afstand van circa 300m van het gebouw. De tweede woordlaag is te lezen vanaf de balkons van de appartementen. Ook aan de onderzijde van de balkons zijn in een grid woorden aangebracht.